# Ctenotus leonhardii
Espèce
Synonymes
- Lygosoma taeniolatum maculata Rosén, 1905
- Lygosoma leonhardii Sternfeld, 1919

Statut de conservation UICN

 LC  : Préoccupation mineure
Ctenotus leonhardii est une espèce de sauriens de la famille des Scincidae.

## Répartition
Cette espèce est endémique d'Australie. Elle se rencontre en Australie-Occidentale, dans le Territoire du Nord, au Queensland, en Australie-Méridionale et en Nouvelle-Galles du Sud.

## Taxinomie
Lygosoma taeniolatum maculata Rosén, 1905 est un junior homonyme de Lygosoma maculatum (Blyth, 1853) et n'est donc pas valide.

## Étymologie
Cette espèce est nommée en l'honneur de Moritz Friherr von Leonhardi (1856-1910).

## Publication originale
- Sternfeld, 1919 : Neue Schlangen und Echsen aus Zentralaustralien. Senckenbergiana, vol. 1, p. 76-83 (texte intégral).